# Belagerung von Geertruidenberg (1793)

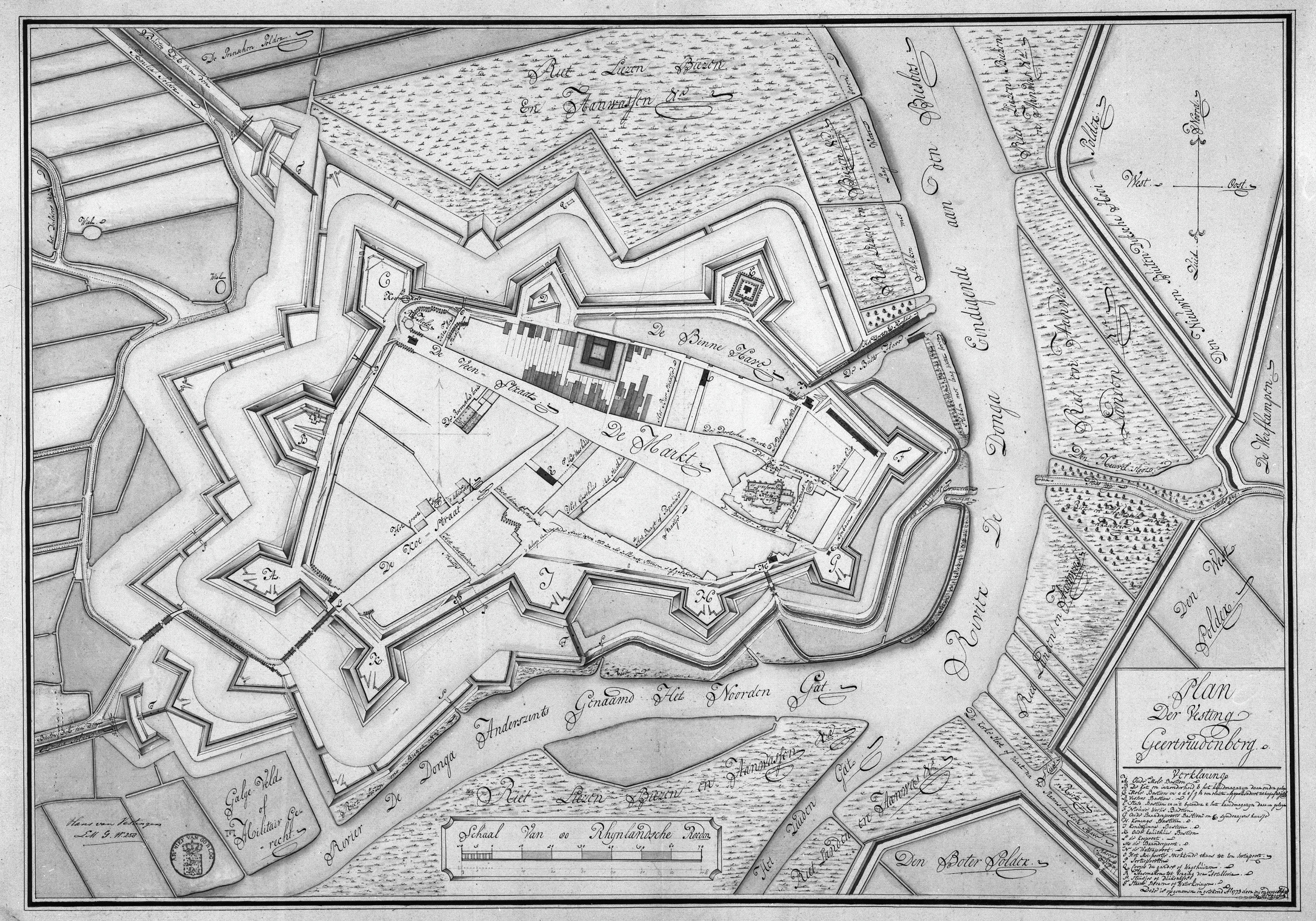
Grundriss der Festung Geertruidenberg

Der Feldzug von 1792 war für die Franzosen erfolgreich. Der französische General Dumouriez hatte bei Jemappes die Österreicher besiegt und damit das heutige Belgien besetzt. Das nächste Ziel war Holland. Am 16. Februar 1793 marschierte die französische Armee zwischen Breda und Bergen-op-Zoom in die Republik der Sieben Vereinigten Provinzen ein, am 25. Februar 1793 fiel Breda.
Am 1. März erschien eine Abteilung der französischen Armee vor der Festung Geertruidenberg. Dort waren 800 bis 900 Mann aus dem Schweizer-Regiment Zwitsers unter dem General Hirzel und das Garde-Dragonerregiment des Statthalters stationiert. Nach einer dreitägigen Beschießung, die mehr den Häusern als der Festung galt, übergab am 4. März der 80-jährige Kommandant Generalleutnant Johann Heinrich Bedaulx (* 1713), die ihm anvertraute Festung.
Den Franzosen fielen die Vorräte der Festung in die Hände:
- 150 Kanonen
- 200.000 Pfund Pulver
- 2500 Gewehre
- sowie große Mengen Munition

30 Transportschiffe waren notwendig die Beute wegzubringen.
Der General wurde nach der Kapitulation vor ein Kriegsgericht gestellt, freigesprochen und wieder als Gouverneur der Festung eingesetzt. Die Franzosen hatten noch 1793 die Festung geräumt. Als sie am 29. Januar 1795 wieder vor den Toren standen, übergab der General die Festung erneut.